# El abogado del Lincoln
El abogado del Lincoln (The Lincoln Lawyer) es una serie de televisión de drama legal estadounidense, creada y producida por David E. Kelley para Netflix, basada en la novela de 2008, The Brass Verdict de Michael Connelly. Está protagonizada por Manuel Garcia-Rulfo, Neve Campbell, Becki Newton, Jazz Raycole, Angus Sampson y Christopher Gorham.
La serie fue originalmente recogido por CBS con un episodio piloto, la red abandonó la serie durante el comienzo de la pandemia de la COVID-19 en Estados Unidos. Debido a esto, A + E Studios presentó la serie a Netflix, quien la adquirió con un pedido de diez episodios en enero de 2021. Ted Humphrey, Michael Connelly y Ross Fineman también son productores ejecutivos, con Humphrey como showrunner.
Referencias a otras series de TV:
En los minutos finales del capítulo 6 de la segunda temporada el protagonista observa un anuncio en una parada de autobús en donde se publicitan sus servicios de abogado, recordando la forma en que promocionaba sus servicios Saul Goodman en la serie Better Call Saul.

## Premisa
The Lincoln Lawyer se centra en Mickey Haller, un idealista iconoclasta, que dirige su bufete de abogados desde la parte trasera de su Lincoln Town Car, mientras se ocupa de casos grandes y pequeños en la extensa ciudad de Los Ángeles.

## Elenco

### Protagonistas
- Manuel Garcia-Rulfo como Mickey Haller
- Neve Campbell como Maggie McPherson
- Becki Newton como Lorna
- Jazz Raycole como Izzy
- Angus Sampson como Cisco
- Christopher Gorham como Trevor Elliott

### Recurrentes
- Ntare Guma Mbaho Mwine como Detective Raymond Griggs
- Lisa Gay Hamilton como Judge Mary Holder
- Jamie McShane como Detective Lee Lankford
- Reggie Lee como Angelo Soto
- Krista Warner como Hayley Haller
- Angelica María como Mamá Elena
- John Goodman como espía de Jerry

## Producción

### Desarrollo
En 2018, David E. Kelley escribió un guion específico para una serie de televisión creada en Epix por A + E Studios. Cuando el guion no avanzó, decidió trabajar en un proyecto diferente con A + E, y finalmente adaptó The Lincoln Lawyer después de compartir sus intereses en trabajar en dramas legales. En febrero de 2020, se anunció que Kiele Sánchez había sido elegida como Lorna, una protagonista femenina de The Lincoln Lawyer, con Angus Sampson y Jazz Raycole uniéndose unas semanas después como Cisco e Izzy, respectivamente. En mayo de 2020, se informó que la serie no seguiría adelante en CBS, que había prometido un compromiso de producción en serie, debido a la pandemia de COVID-19 en Estados Unidos.
En el momento de la decisión, que el presidente de CBS Entertainment, Kelly Kahl, calificó como una "decisión difícil", se habían escrito dos guiones para la serie, y dos más en desarrollo, y Logan Marshall-Green había estado en negociaciones para protagonizar el personaje principal Mickey Haller. El 11 de enero de 2021, Netflix recogió la serie con un pedido de 10 episodios, por debajo del plan original de 13 episodios, y anunció que Manuel Garcia-Rulfo interpretaría a Haller. En febrero de 2021, Neve Campbell y Becki Newton se unieron al elenco, con Raycole y Sampson regresando a la serie. Christopher Gorham fue elegido en marzo. En abril, Ntare Guma Mbaho Mwine fue elegido para un papel creado específicamente para la serie, con Lisa Gay Hamilton, Jamie McShane y Reggie Lee uniéndose al elenco en papeles recurrentes. Krista Warner fue elegida en mayo.

### Rodaje
The Lincoln Lawyer comenzó a filmar en Los Ángeles el 30 de marzo de 2021, con Michael Connelly revelando en Instagram que la pandemia de COVID-19 había retrasado previamente la fotografía principal durante alrededor de un año. El 8 de junio de 2021, Connelly dijo en una entrevista que seis de los diez episodios habían sido filmados, de los cuales tres de ellos habían sido editados por completo, al tiempo que confirmaba que los personajes de la serie Bosch de Amazon Prime Video, incluido el medio hermano de Haller, Harry Bosch (interpretado por Titus Welliver), no estaría haciendo apariciones ya que ambos programas son de diferentes cadenas. El rodaje concluyó el 2 de agosto de 2021. Los lugares de rodaje notables incluyeron Admiralty Way en Marina del Rey, Spring Street en el centro de Los Ángeles, Grand Avenue, el Wilshire Ebell Theatre, y Wilshire Boulevard.